# FK Banik Most
O FK SIAD Most é uma equipe de futebol da cidade de Most, na região da Boêmia, na República Tcheca. Foi fundado em 1909, e suas cores são verde e branco. O SIAD no nome da equipe refere-se à companhia de gás italiana que começou a investir no clube em 2003.
Disputa suas partidas no Letní Stadion Most , em Most, que tem capacidade para 7500 espectadores.
A equipe compete atualmente na primeira divisão do Campeonato Tcheco, no qual nunca obteve uma colocação de muito destaque. Sua melhor colocação foi o décimo lugar em 2005/06. Na Copa da República Tcheca, já foi semifinalista em 2002, quando perdeu para o Sparta Praga por 2 a 0.
Nunca disputou uma grande competição européia.
Seu principal jogador em toda história foi o grande Josef Masopust, que ganhou a Bola de Ouro em 1962, quando liderou a Seleção Tchecoslovaca de Futebol para a final da Copa do Mundo, perdendo a final para o Brasil. Masopust também foi eleito o Jogador de Ouro da República Tcheca no aniversário de 50 anos da UEFA. Ele começou sua carreira no Most, porém ficou pouquíssimo tempo no clube. Aos 19 anos, foi para o Teplice e aos 20 pro grande Dukla Praga.

## Nomes
- 1909 — SK Most (Sportovní klub Most)
- 1948 — ZSJ Uhlomost Most (Základní sportovní jednota Uhlomost Most)
- 1953 — DSO Baník Most (Dobrovolná sportovní organizace Baník Most)
- 1961 — TJ Baník Most (Tělovýchovná jednota Baník Most)
- 1979 — TJ Baník SHD Most (Tělovýchovná jednota Baník Severočeské hnědouhelné doly Most)
- 1993 — FK Baník SHD Most (Fotbalový klub Baník Severočeské hnědouhelné doly Most)
- 1995 — FC MUS Most 1996 (Football Club Mostecká uhelná společnost Most 1996, a.s.)
- 2003 — FK SIAD Most (Fotbalový klub SIAD Most, a.s.)
- 2008 — FK Baník Most
- 2013 — FK Baník Most 1909

## Títulos
O clube não possui nenhum título de relevância.